# Lilla Mörtsjön (Åkers socken, Södermanland)
Lilla Mörtsjön är en sjö i Strängnäs kommun i Södermanland och ingår i Norrströms huvudavrinningsområde.